# TRD-1211
Das TRD-1211 ist ein im D-Band arbeitendes 3D-Großraumradar des polnischen Herstellers Przemysłowy Instytut Telekomunikacji.
Das TRD-1211 besteht aus drei Hauptbaugruppen und einem Stromversorgungsaggregat. Es kann mit wenigen für den Transport von Containern nach dem ISO-Standard ausgestatteten LKW transportiert werden. Die Antenne ist eine Phased-Array-Antenne die in zwei Gruppen geteilt ist.
Die (obere) Sendeantenne formt ein Cosecans²-Sendediagramm und die (untere) Empfangsantenne acht höhenmäßig gestaffelte schmale Empfangsdiagramme. Die Diagrammschwenkung erfolgt horizontal durch mechanische Drehung der gesamten Antennenanlage und vertikal durch eine elektronische Strahlformung. Der Empfangsweg gliedert sich in acht Kanäle, die nach dem Monopulsverfahren arbeiten. Der Sendeimpuls ist 20 µs lang und linear frequenzmoduliert. Durch das Pulskompressionsverfahren wird das Echosignal auf 0,4 µs komprimiert.
Der Radar Data Processor des TRD-1211 kann bis zu 120 Zielobjekte bis in eine Entfernung von 350 km und bis zu 40 km Höhe auffassen und automatisch begleiten.
Das TRD-1211 ist als Radarsensor für vernetzte Luftverteidigungssysteme entwickelt worden. Es stellt Informationen über die Luftlage bereit, die über digitale Funk- oder Drahtverbindungen mittlerer Datendurchsatzdichte an die Kontrollzentren übermittelt werden können.
| Technische Daten TRD-1211 | Technische Daten TRD-1211   |
| ------------------------- | --------------------------- |
| Frequenzbereich           | D-Band                      |
| Pulswiederholzeit         | 2857 µs                     |
| Pulswiederholfrequenz     | 350 Hz                      |
| Sendezeit (PW)            | 20 µs (komprimiert: 0,4 µs) |
| Empfangszeit              |                             |
| Totzeit                   |                             |
| Pulsleistung              | 1,2 MW                      |
| Durchschnittsleistung     | 9 kW                        |
| angezeigte Entfernung     | 350 km                      |
| Entfernungsauflösung      | 100 m                       |
| Öffnungswinkel            | 2,8°                        |
| Trefferzahl               | 1 bis 3                     |
| Antennenumlaufzeit        | 10 s                        |